# Jellhaugen
Jellhaugen er også en høj 4 km nordvest for Røros centrum.
Jellhaugen er en stor norsk gravhøj på Gjellestad i Berg i Halden kommune i Viken fylke. Den er ni meter høj og har en oval grundplan på ca. 85 x 70 meter. Det gør den måske til Nordens næststørste gravhøj. (Raknehaugen ved Jessheim er større i areal og højere.) Haugen dominerer den ellers flade Vikslette, og den er synlig fra E6 på den østlige side af vejen ca. seks km nord for Svinesund. Gravhøjen er 80 meter i omkreds, 13 meter høj og har et rumfang på ca. 21 000 m³. Højen blev rekonstrueret i 1989, men dens eksakte og oprindelige mål er vanskelige at fastslå.
Efter stedets tradition skal højen været rejst over «kong Jell» og hans skib. Haugen er langt fra fuldstændigt arkæologisk undersøgt, men i 1968 og 1969 fik arkæologerne gravet en søgeskakt ind mod midten af højen. Her fandt de en mindre gravhøj, og i den var der spor af en enkelt brandgrav med blandt andet en ravperle. Graven er Kulstof 14-dateret til mellem 426–598 e.Kr., det vil sige på overgangen mellem folkevandringstiden og germansk jernalder. Der blev fundet spor af en gravplyndring 692–896 e.Kr. så der er ukorrekt at datere højen til vikingtiden, og den rummer heller ingen skibsgrav.
Ved undersøgelsen kom det frem at højen er bygget af græstørv og muld. Arkæologerne vurderer, at højen rummer ca. 20 000 m³ masse, og det meste er hentet i nærheden, og man har gravet ned til en meters dybde i gennemsnit, vil det sige at man har opgravet ca. 20 dekar. Det svarer til tre fodboldbaner og vidner, om at anlægget af højen har være et kæmpeprojekt, som sandsynligvis har varet omkring 100 år. 

## Gjellestadskibet
På en pressekonference arrangeret af "Norsk institutt for kulturminneforskning" (NIKU) den 15. oktober 2018, blev det oplyst, at undersøgelser med georadar på området umiddelbart nord for højen havde afsløret nye fund. Blandt disse er flere gravhøje (som er jævnet med jorden), hustofter, og ikke mindst en skibsgrav som indeholder rester af et større vikingeskib. Nye undersøgelser blev foretaget i 2018 og 2019, for at finde fremgangsmåden for at afdække dette vikingeskib, som i størrelse ligner de tre kendte fund Osebergskibet, Gokstadskibet og Tuneskibet. Det nye fund ligger på en mark, og efterhånden blev den oprindelige høj jævnet med jorden ved pløjning og kultivering. De påviste rester af «Gjellestadskibet» ligger derfor kun fra 0,4 til 2 m under jordoverfladen, noget som desværre kan have ført til, at en del af træværket kan være ødelagt ved pløjning, eller er rådnet bort.